# Пољна
Пољна је насеље у Србији у општини Трстеник у Расинском округу. Према попису из 2022. било је 834 становника (према попису из 1991. било је 1400 становника).

## Историја
Овде се налазе локалитет Благотин и локалитет „Шупљаја”.
До Другог српског устанка Пољна се налазила у саставу Османског царства. Након Другог српског устанка Пољна улази у састав Кнежевине Србије и административно је припадала Јагодинској нахији и Левачкој кнежини све до 1834. године када је Србија подељена на сердарства.
Први војник у светској историји који је 1915. године оборио авион дејствујући са земље, Радоје Љутовац, рођен је у Пољни 1887. године.

## Демографија
У насељу Пољна живи 1047 пунолетних становника, а просечна старост становништва износи 45,5 година (44,0 код мушкараца и 47,0 код жена). У насељу има 325 домаћинстава, а просечан број чланова по домаћинству је 3,74.
Ово насеље је великим делом насељено Србима (према попису из 2002. године), а у последња три пописа, примећен је пад у броју становника.
|  |

| Демографија | Демографија | Демографија |
| Година      | Становника  | Становника  |
| ----------- | ----------- | ----------- |
| 1948.       | 1.579       |             |
| 1953.       | 1.662       |             |
| 1961.       | 1.626       |             |
| 1971.       | 1.527       |             |
| 1981.       | 1.503       |             |
| 1991.       | 1.400       | 1.362       |
| 2002.       | 1.214       | 1.258       |
| 2011.       | 1.250       |             |

| Етнички састав према попису из 2002.‍ | Етнички састав према попису из 2002.‍ | Етнички састав према попису из 2002.‍ | Етнички састав према попису из 2002.‍ | Етнички састав према попису из 2002.‍ |
| ------------------------------------ | ------------------------------------ | ------------------------------------ | ------------------------------------ | ------------------------------------ |
|                                      |                                      |                                      |                                      |                                      |
| Срби                                 | Срби                                 |                                      | 1.210                                | 99,67%                               |
| Македонци                            | Македонци                            |                                      | 4                                    | 0,32%                                |
| непознато                            | непознато                            |                                      | 0                                    | 0,0%                                 |

| Пољна у пописима Јагодинске нахије — од 1818. до 1829.                            |       |       |       |       |       |       |          |       |       |       |       |       |
| Година пописа                                                                     | 1818. | 1819. | 1820. | 1821. | 1822. | 1823. | 1824/25. | 1825. | 1826. | 1827. | 1828. | 1829. |
| Куће                                                                              | 69    | 69    | 67    | 69    | 72    | 73    | 77       | 77    | 76    | 75    | 76    | 79    |
| Пореске главе*                                                                    | -     | 82    | 87    | 89    | 89    | 90    | 96       | 94    | 87    | 83    | 85    | 82    |
| Арачке главе**                                                                    | 180   | 202   | 210   | 208   | 215   | 201   | 222      | 228   | 227   | 233   | 234   | 235   |
| *Пореске главе = Ожењени мушкарци \| ** Арачке главе = Мушкарци од 7 до 70 година |       |       |       |       |       |       |          |       |       |       |       |       |

| Година пописа     | 1948. | 1953. | 1961. | 1971. | 1981. | 1991. | 2002. |
| ----------------- | ----- | ----- | ----- | ----- | ----- | ----- | ----- |
| Број домаћинстава | 313   | 313   | 347   | 346   | 349   | 321   | 325   |

| Број чланова      | 1  | 2  | 3  | 4  | 5  | 6  | 7  | 8  | 9 | 10 и више | Просек |
| ----------------- | -- | -- | -- | -- | -- | -- | -- | -- | - | --------- | ------ |
| Број домаћинстава | 44 | 69 | 46 | 47 | 52 | 37 | 16 | 14 | 0 | 0         | 3,74   |

| Пол    | Укупно | Неожењен/Неудата | Ожењен/Удата | Удовац/Удовица | Разведен/Разведена | Непознато |
| ------ | ------ | ---------------- | ------------ | -------------- | ------------------ | --------- |
| Мушки  | 524    | 128              | 354          | 26             | 16                 | 0         |
| Женски | 548    | 80               | 359          | 90             | 19                 | 0         |
| УКУПНО | 1.072  | 208              | 713          | 116            | 35                 | 0         |

| Пол    | Укупно                    | Пољопривреда, лов и шумарство | Рибарство                            | Вађење руде и камена | Прерађивачка индустрија       |
| ------ | ------------------------- | ----------------------------- | ------------------------------------ | -------------------- | ----------------------------- |
| Мушки  | 368                       | 289                           | 0                                    | 0                    | 31                            |
| Женски | 331                       | 303                           | 0                                    | 0                    | 10                            |
| УКУПНО | 699                       | 592                           | 0                                    | 0                    | 41                            |
| Пол    | Производња и снабдевање   | Грађевинарство                | Трговина                             | Хотели и ресторани   | Саобраћај, складиштење и везе |
| Мушки  | 4                         | 4                             | 14                                   | 1                    | 10                            |
| Женски | 0                         | 0                             | 9                                    | 2                    | 0                             |
| УКУПНО | 4                         | 4                             | 23                                   | 3                    | 10                            |
| Пол    | Финансијско посредовање   | Некретнине                    | Државна управа и одбрана             | Образовање           | Здравствени и социјални рад   |
| Мушки  | 1                         | 3                             | 3                                    | 2                    | 1                             |
| Женски | 0                         | 1                             | 0                                    | 1                    | 3                             |
| УКУПНО | 1                         | 4                             | 3                                    | 3                    | 4                             |
| Пол    | Остале услужне активности | Приватна домаћинства          | Екстериторијалне организације и тела | Непознато            | Непознато                     |
| Мушки  | 1                         | 0                             | 0                                    | 4                    | 4                             |
| Женски | 1                         | 0                             | 0                                    | 1                    | 1                             |
| УКУПНО | 2                         | 0                             | 0                                    | 5                    | 5                             |